# Кастелканафуроне (Пјаченца)
Кастелканафуроне је насеље у Италији у округу Пјаченца, региону Емилија-Ромања.
Према процени из 2011. у насељу је живело 10 становника. Насеље се налази на надморској висини од 836 м.